# Szécsény
Szécsény [séčéň] (slovensky Sečany, srbsky Сечењ, Sečeň, ukrajinsky Сечень, Sečeň) je město v Maďarsku v župě Nógrád, nacházející se asi 2 km od hranice se Slovenskem.

## Poloha
Město se nachází asi 23 km západně od Salgótarjánu a je správním městem stejnojmenného okresu. V roce 2018 zde žilo 5 695 obyvatel. Podle údajů z roku 2011 zde žilo 86 % Maďarů, 2,6 % Romů, 0,3 % Němců a 0,2 % Slováků.
V roce 1962 byla ke městu připojena obec Pösténypuszta (slovensky Piešťany) a v roce 1963 část Benczúrfalva (slovensky Doľany, do roku 1927 maďarsky Dolány). V části Pösténypuszta se nachází hraniční přechod Peťov-Pösténypuszta a most Katalin-híd přes hraniční řeku Ipoly/Ipeľ.
Nejbližším městem je Balassagyarmat. Poblíže jsou též obce Csitár, Endrefalva, Hugyag, slovenské Kováčovce, Ludányhalászi, Magyargéc, Nagylóc, Őrhalom, Rimóc a Varsány.